# Shorea revoluta
Shorea revoluta är en tvåhjärtbladig växtart som beskrevs av Peter Shaw Ashton. Shorea revoluta ingår i släktet Shorea och familjen Dipterocarpaceae. Inga underarter finns listade i Catalogue of Life.